# Дворец Бандейрантес

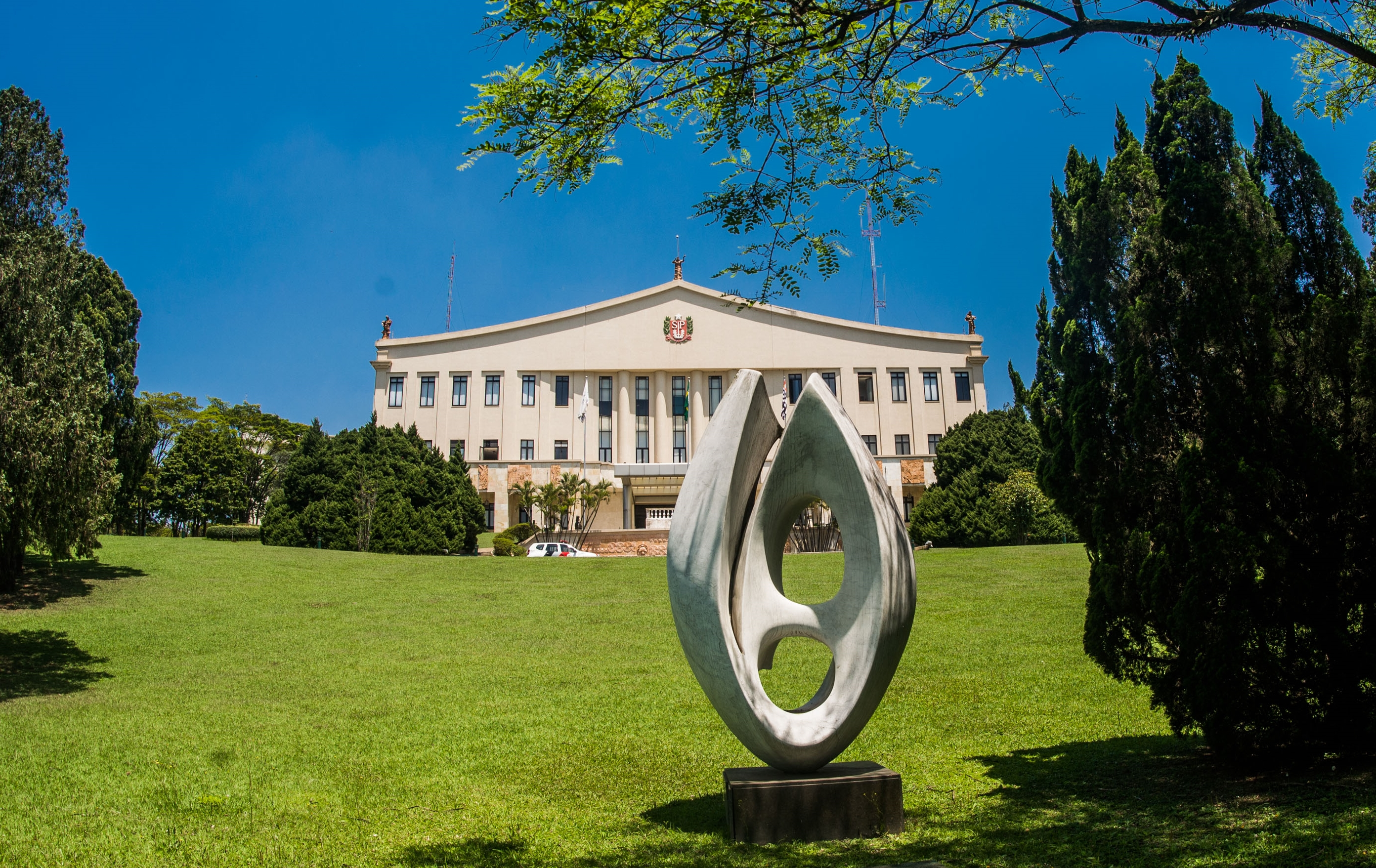
Дворец Бандейрантес

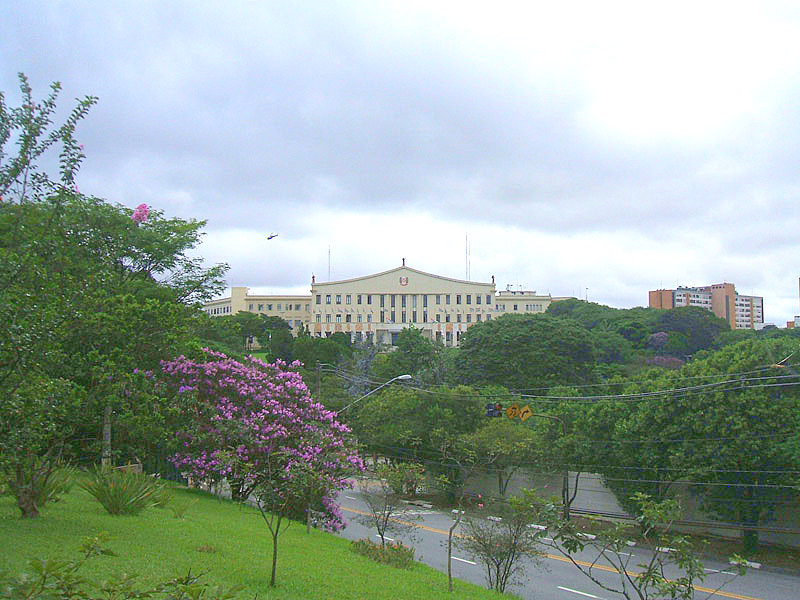

Дворец Бандейрантес (порт. Palácio dos Bandeirantes) — монументальное парадное здание, в котором размещается правительство штата Сан-Паулу, самого населённого и экономически развитого штата Бразилии, а также офис губернатора штата и органы исполнительной власти. Расположено в округе Морумби г. Сан-Паулу.
Кроме того, во дворце находится музей истории и искусства. Музей имеет большую коллекцию произведений бразильских художников, таких как Кандиду Портинари, Педру Америку, Джанира, Алмейда Жуниор, Виктор Брашера, Эрнесту ди Фиори и Алейжадинью. Здесь же хранится коллекция колониальной мебели, кожаных и серебряных изделий. Стены здания, выполненные в эклектичном стиле, покрыты панелями, рассказывающими об истории Сан-Паулу.
Дворец был спроектирован в 1938 году итальянским архитектором Марчелло Пьячентини. В 1970 году стал культурным центром.